# Giuseppe Gianfranceschi
Giuseppe Gianfranceschi SJ (* 21. Februar 1875 in Arcevia; † 9. Juli 1934 in Rom) war ein italienischer Jesuit und Wissenschaftler.
Giuseppe Gianfranceschi trat der Ordensgemeinschaft der Jesuiten bei und studierte Philosophie und Katholische Theologie, später Literaturwissenschaften, Mathematik (1903) und Physik (1905). Er war Professor für Experimentalphysik an der Universität von Rom und lehrte Physik, Chemie und Astronomie an der Gregoriana.
Er war von 1926 bis 1930 Rektor der Päpstlichen Universität Gregoriana. Papst Benedikt XV. ernannte ihn zum Präsidenten der Päpstlichen Akademie der Wissenschaften (1921–1936).
Er nahm 1928/29 an der Nordpolexpedition Umberto Nobiles teil.
Gianfranceschi legte 1925 die ersten Pläne für eine Radiostation vor und gehört zusammen mit Papst Pius XI. und Guglielmo Marconi zu den Schöpfern von Radio Vatikan. Mit Inbetriebnahme von Radio Vatikan am 21. September 1930 wurde er deren erster Generaldirektor.
Von großer Bedeutung sind die wissenschaftlichen Untersuchungen, die er in verschiedenen Bereichen der Physik gemacht hat, vor allem zum Aufbau der Materie und zur Struktur des Atoms. Er hat mehr als 140 Publikationen veröffentlicht.